# بيلي ديفيز (سياسي)
بيلي ديفيز (بالإنجليزية: Billy Davies)‏ هو سياسي أسترالي وبريطاني (وحمل سابقاً جنسية المملكة المتحدة لبريطانيا العظمى وأيرلندا)، ولد في 1884 في المملكة المتحدة، وتوفي في 17 فبراير 1956 في ولونغونغ في أستراليا. حزبياً، نشط في حزب العمال الأسترالي. وقد انتخب عضو الجمعية التشريعية نيو ساوث ويلز وانتخب عضو مجلس النواب الأسترالي عن دائرة كونينغهام ‏ (10 ديسمبر 1949 – 17 فبراير 1956).